# Antarctica Starts Here
„Antarctica Starts Here“ je píseň velšského hudebníka a skladatele Johna Calea. Jde o závěrečnou (v pořadí devátou) píseň z jeho třetího sólového alba Paris 1919, které vydala v březnu roku 1973 společnost Reprise Records. Cale je autorem hudby i textu písně. Producentem původní nahrávky byl Chris Thomas, který produkoval celé album Paris 1919. Délka původní písně dosahuje dvou minut a 47 sekund.
Cale v roce 1991 nahrál novou verzi písně, která vyšla na desce Paris s'eveille – suivi d'autres compositions. Tato verze dosahuje délky tří minut a dvaceti sekund. V roce 2006 vyšlo album Paris 1919 v reedici s řadou bonusů, mezi nimiž je například také alternativní verze písně „Antarctica Starts Here“ (je o několik sekund delší).
V roce 1995 Cale vydal album Antártida (jde o soundtrack ke stejnojmennému filmu). Deska obsahuje také instrumentální píseň „Antártida“, která využívá motiv z písně „Antarctica Starts Here“. Dále se na albu nachází klavírní verze písně „Antarctica Starts Here“ (se zpěvem) a píseň „Antartida Starts Here“ (s písmenem D místo C), která je nahraná pouze na akustickou kytaru, na níž hraje Chris Spedding.
Cale v původní nahrávce písně šeptem vypráví o filmové královně a o filmu Sunset Boulevard režiséra Billyho Wildera. V písni je Caleův hlas doprovázen elektrickým pianem a akustickou kytarou.

## Koncertní verze
Koncertní verze alba vyšla na albu Live at Rockpalast v roce 2010. Nahrávka pochází z roku 1983 a Cale jí nahrál pouze za doprovodu klavíru. Cale také několikrát představil celé album včetně této písně za doprovodu orchestru. Cale později při svých koncertech (například v Aucklandu v roce 2007) hrál radikálně přepracovnou verzi písně, která byla zčásti smixována s písní „Lilac Wine“.
První verš písně zní „The paranoid great movie queen“, tato nová verze měla však před tímto veršem novou část textu. Vydání se však dočkala pouze verze na albu Live at Rockpalast.

## Coververze
Anglický hudebník David J nahrál coververzi písně „Antarctica Starts Here“ v roce 1992 pro své čtyřpísňové EP s názvem Candy on the Cross. Píseň se zde nachází ve dvou verzích, první je dlouhá přibližně dvě a půl minuty, druhá dosahuje pouhých padesáti sekund. David J označoval Calea jako jeden z největších vzorů. Svou verzi původně chtěl vydat na albu Urban Urbane. Kontaktoval tedy Calea, aby pro svou coververzi dostal povolení. Cale mu odpověděl a faxem mu poslal nově přepracovaný text písně s různými poznámkami k němu. On sám se však rozhodl nahrát píseň s původním textem. O mnoho let později přiznal, že se mu nový text ve skutečnosti dost líbil.
Americká skupina Okkervil River vydala svou verzi písně v roce 2007 na svém albu Golden Opportunities.
Anglický experimentální hudebník Robert Hampson vydal v roce 2012 téměř desetiminutovou píseň „Antarctica Ends Here“, která je inspirována touto písní. Píseň je poctou Johnu Caleovi a vyšla na albu Répercussions.
Americký rapper Lil Ugly Mane použil sampl písně ve své písni „Drain Counter“ v roce 2015.